# Grans Voltes
Es coneix com a Grans Voltes les proves ciclistes per etapes de tres setmanes de durada, que les diferencia de les Voltes menors d'una setmana. Existeixen tres Grans Voltes: el Tour de França, el Giro d'Itàlia i la Volta a Espanya. Totes inclouen en el seu traçat etapes planes, de muntanya i contrarellotges individuals (en nombre variable). Sovint aquestes curses comencen amb un pròleg, que és una prova de contrarellotge individual de pocs quilòmetres (menys de 15). Una altra prova freqüent és la contrarellotge per equips.
A més de la classificació general, a les Grans Voltes hi ha una sèrie de classificacions secundàries. Les més habituals són la classificació per punts, la classificació de la muntanya i la classificació per equips. Durant els anys 90 s'ha popularitzat la classificació dels joves, que té en compte el temps de la classificació general, però només per a corredors menors de 25 anys. Altres classificacions, caigudes en desús a finals dels 90, són les metes volants, la combativitat o la combinada. Al Giro d'Itàlia encara és vigent la classificació de l'intergiro, que respon a la mateixa filosofia de la classificació general, però amb els temps presos a mitjan etapa.
Només hi ha tres ciclistes que hagin guanyat el mateix any la classificació general, per punts i de la muntanya d'una mateixa Gran Volta:
- Eddy Merckx, al Tour de França 1969
- Tony Rominger, a la Volta a Espanya 1993
- Laurent Jalabert, a la Volta a Espanya 1995

Cap ciclista ha aconseguit vèncer en les tres curses el mateix any, i tot just set han realitzat la gesta de guanyar la classificació general a les tres Grans Voltes:
- Jacques Anquetil, guanyador de cinc Tours, dos Giros i una Volta a Espanya.
- Felice Gimondi, guanyador d'un Tours, tres Giros i una Volta a Espanya.
- Eddy Merckx, guanyador de cinc Tours, cinc Giros i una Volta a Espanya.
- Bernard Hinault, guanyador de cinc Tours, tres Giros i dues Voltes a Espanya.
- Alberto Contador, guanyador de dos Tours, dos Giros i tres Voltes a Espanya.
- Vincenzo Nibali, guanyador d'un Tour, un Giro i una Volta a Espanya.
- Christopher Froome, guanyador de quatre Tours, un Giro i dues Voltes a Espanya.

Gimondi, Merckx i Hinault, a més, van aconseguir també guanyar el Campionat del Món de ciclisme.
Tres ciclistes van guanyar etapes en les tres Grans Voltes el mateix any:
- Miquel Poblet, el 1956
- Pierino Baffi, el 1958
- Alessandro Petacchi, el 2003

## Victòries per any
| Llegenda | Llegenda                                            |
| -------- | --------------------------------------------------- |
|          | El ciclista va guanyar 2 Grans Voltes el mateix any |

| Any  | Giro d'Itàlia                                                                        | Tour de França                               | Volta a Espanya                              |
| ---- | ------------------------------------------------------------------------------------ | -------------------------------------------- | -------------------------------------------- |
| 1903 | va començar el 1909                                                                  | Maurice Garin (1/1)                          | va començar el 1935                          |
| 1904 | va començar el 1909                                                                  | Henri Cornet (1/1)                           | va començar el 1935                          |
| 1905 | va començar el 1909                                                                  | Louis Trousselier (1/1)                      | va començar el 1935                          |
| 1906 | va començar el 1909                                                                  | René Pottier (1/1)                           | va començar el 1935                          |
| 1907 | va començar el 1909                                                                  | Lucien Petit-Breton (1/2)                    | va començar el 1935                          |
| 1908 | va començar el 1909                                                                  | Lucien Petit-Breton (2/2)                    | va començar el 1935                          |
| 1909 | Luigi Ganna (1/1)                                                                    | François Faber (1/1)                         | va començar el 1935                          |
| 1910 | Carlo Galetti (1/3)                                                                  | Octave Lapize (1/1)                          | va començar el 1935                          |
| 1911 | Carlo Galetti (2/3)                                                                  | Gustave Garrigou (1/1)                       | va començar el 1935                          |
| 1912 | Equip Atala (Carlo Galetti (3/3), Giovanni Micheletto (1/1) & Eberardo Pavesi (1/1)) | Odile Defraye (1/1)                          | va començar el 1935                          |
| 1913 | Carlo Oriani (1/1)                                                                   | Philippe Thys (1/3)                          | va començar el 1935                          |
| 1914 | Alfonso Calzolari (1/1)                                                              | Philippe Thys (2/3)                          | va començar el 1935                          |
| 1915 | No disputat durant la Primera Guerra Mundial                                         | No disputat durant la Primera Guerra Mundial | va començar el 1935                          |
| 1916 | No disputat durant la Primera Guerra Mundial                                         | No disputat durant la Primera Guerra Mundial | va començar el 1935                          |
| 1917 | No disputat durant la Primera Guerra Mundial                                         | No disputat durant la Primera Guerra Mundial | va començar el 1935                          |
| 1918 | No disputat durant la Primera Guerra Mundial                                         | No disputat durant la Primera Guerra Mundial | va començar el 1935                          |
| 1919 | Costante Girardengo (1/2)                                                            | Firmin Lambot (1/2)                          | va començar el 1935                          |
| 1920 | Gaetano Belloni (1/1)                                                                | Philippe Thys (3/3)                          | va començar el 1935                          |
| 1921 | Giovanni Brunero (1/3)                                                               | Léon Scieur (1/1)                            | va començar el 1935                          |
| 1922 | Giovanni Brunero (2/3)                                                               | Firmin Lambot (2/2)                          | va començar el 1935                          |
| 1923 | Costante Girardengo (2/2)                                                            | Henri Pélissier (1/1)                        | va començar el 1935                          |
| 1924 | Giuseppe Enrici (1/1)                                                                | Ottavio Bottecchia (1/2)                     | va començar el 1935                          |
| 1925 | Alfredo Binda (1/5)                                                                  | Ottavio Bottecchia (2/2)                     | va començar el 1935                          |
| 1926 | Giovanni Brunero (3/3)                                                               | Lucien Buysse (1/1)                          | va començar el 1935                          |
| 1927 | Alfredo Binda (2/5)                                                                  | Nicolas Frantz (1/2)                         | va començar el 1935                          |
| 1928 | Alfredo Binda (3/5)                                                                  | Nicolas Frantz (2/2)                         | va començar el 1935                          |
| 1929 | Alfredo Binda (4/5)                                                                  | Maurice De Waele (1/1)                       | va començar el 1935                          |
| 1930 | Luigi Marchisio (1/1)                                                                | André Leducq (1/2)                           | va començar el 1935                          |
| 1931 | Francesco Camusso (1/1)                                                              | Antonin Magne (1/2)                          | va començar el 1935                          |
| 1932 | Antonio Pesenti (1/1)                                                                | André Leducq (2/2)                           | va començar el 1935                          |
| 1933 | Alfredo Binda (5/5)                                                                  | Georges Speicher (1/1)                       | va començar el 1935                          |
| 1934 | Learco Guerra (1/1)                                                                  | Antonin Magne (2/2)                          | va començar el 1935                          |
| 1935 | Vasco Bergamaschi (1/1)                                                              | Romain Maes (1/1)                            | Gustaaf Deloor (1/2)                         |
| 1936 | Gino Bartali (1/5)                                                                   | Sylvère Maes (1/2)                           | Gustaaf Deloor (2/2)                         |
| 1937 | Gino Bartali (2/5)                                                                   | Roger Lapébie (1/1)                          | No disputat durant la Guerra Civil Espanyola |
| 1938 | Giovanni Valetti (1/2)                                                               | Gino Bartali (3/5)                           | No disputat durant la Guerra Civil Espanyola |
| 1939 | Giovanni Valetti (2/2)                                                               | Sylvère Maes (2/2)                           | No disputat durant la Guerra Civil Espanyola |
| 1940 | Fausto Coppi (1/7)                                                                   | No disputat durant la Segona Guerra Mundial  | No disputat durant la Guerra Civil Espanyola |
| 1941 | No disputat durant la Segona Guerra Mundial                                          | No disputat durant la Segona Guerra Mundial  | Julián Berrendero (1/2)                      |
| 1942 | No disputat durant la Segona Guerra Mundial                                          | No disputat durant la Segona Guerra Mundial  | Julián Berrendero (2/2)                      |
| 1943 | No disputat durant la Segona Guerra Mundial                                          | No disputat durant la Segona Guerra Mundial  | No disputat durant la Segona Guerra Mundial  |
| 1944 | No disputat durant la Segona Guerra Mundial                                          | No disputat durant la Segona Guerra Mundial  | No disputat durant la Segona Guerra Mundial  |
| 1945 | No disputat durant la Segona Guerra Mundial                                          | No disputat durant la Segona Guerra Mundial  | Delio Rodríguez (1/1)                        |
| 1946 | Gino Bartali (4/5)                                                                   | No disputat durant la Segona Guerra Mundial  | Dalmacio Langarica (1/1)                     |
| 1947 | Fausto Coppi (2/7)                                                                   | Jean Robic (1/1)                             | Edward Van Dijck (1/1)                       |
| 1948 | Fiorenzo Magni (1/3)                                                                 | Gino Bartali (5/5)                           | Bernardo Ruiz (1/1)                          |
| 1949 | Fausto Coppi (3/7)                                                                   | Fausto Coppi (4/7)                           | No disputat per falta d'interès              |
| 1950 | Hugo Koblet (1/2)                                                                    | Ferdinand Kübler (1/1)                       | Emilio Rodríguez (1/1)                       |
| 1951 | Fiorenzo Magni (2/3)                                                                 | Hugo Koblet (2/2)                            | No disputat per falta d'interès              |
| 1952 | Fausto Coppi (5/7)                                                                   | Fausto Coppi (6/7)                           | No disputat per falta d'interès              |
| 1953 | Fausto Coppi (7/7)                                                                   | Louison Bobet (1/3)                          | No disputat per falta d'interès              |
| 1954 | Carlo Clerici (1/1)                                                                  | Louison Bobet (2/3)                          | No disputat per falta d'interès              |
| 1955 | Fiorenzo Magni (3/3)                                                                 | Louison Bobet (3/3)                          | Jean Dotto (1/1)                             |
| 1956 | Charly Gaul (1/3)                                                                    | Roger Walkowiak (1/1)                        | Angelo Conterno (1/1)                        |
| 1957 | Gastone Nencini (1/2)                                                                | Jacques Anquetil (1/8)                       | Jesús Loroño (1/1)                           |
| 1958 | Ercole Baldini (1/1)                                                                 | Charly Gaul (2/3)                            | Jean Stablinski (1/1)                        |
| 1959 | Charly Gaul (3/3)                                                                    | Federico Bahamontes (1/1)                    | Antonio Suárez (1/1)                         |
| 1960 | Jacques Anquetil (2/8)                                                               | Gastone Nencini (2/2)                        | Frans De Mulder (1/1)                        |
| 1961 | Arnaldo Pambianco (1/1)                                                              | Jacques Anquetil (3/8)                       | Angelino Soler (1/1)                         |
| 1962 | Franco Balmamion (1/2)                                                               | Jacques Anquetil (4/8)                       | Rudi Altig (1/1)                             |
| 1963 | Franco Balmamion (2/2)                                                               | Jacques Anquetil (6/8)                       | Jacques Anquetil (5/8)                       |
| 1964 | Jacques Anquetil (7/8)                                                               | Jacques Anquetil (8/8)                       | Raymond Poulidor (1/1)                       |
| 1965 | Vittorio Adorni (1/1)                                                                | Felice Gimondi (1/5)                         | Rolf Wolfshohl (1/1)                         |
| 1966 | Gianni Motta (1/1)                                                                   | Lucien Aimar (1/1)                           | Francisco Gabica (1/1)                       |
| 1967 | Felice Gimondi (2/5)                                                                 | Roger Pingeon (1/2)                          | Jan Janssen (1/2)                            |
| 1968 | Eddy Merckx (1/11)                                                                   | Jan Janssen (2/2)                            | Felice Gimondi (3/5)                         |
| 1969 | Felice Gimondi (4/5)                                                                 | Eddy Merckx (2/11)                           | Roger Pingeon (2/2)                          |
| 1970 | Eddy Merckx (3/11)                                                                   | Eddy Merckx (4/11)                           | Luis Ocaña (1/2)                             |
| 1971 | Gösta Pettersson (1/1)                                                               | Eddy Merckx (5/11)                           | Ferdinand Bracke (1/1)                       |
| 1972 | Eddy Merckx (6/11)                                                                   | Eddy Merckx (7/11)                           | José Manuel Fuente (1/2)                     |
| 1973 | Eddy Merckx (9/11)                                                                   | Luis Ocaña (2/2)                             | Eddy Merckx (8/11)                           |
| 1974 | Eddy Merckx (10/11)                                                                  | Eddy Merckx (11/11)                          | José Manuel Fuente (2/2)                     |
| 1975 | Fausto Bertoglio (1/1)                                                               | Bernard Thévenet (1/2)                       | Agustín Tamames (1/1)                        |
| 1976 | Felice Gimondi (5/5)                                                                 | Lucien Van Impe (1/1)                        | José Pesarrodona (1/1)                       |
| 1977 | Michel Pollentier (1/1)                                                              | Bernard Thévenet (2/2)                       | Freddy Maertens (1/1)                        |
| 1978 | Johan De Muynck (1/1)                                                                | Bernard Hinault (2/10)                       | Bernard Hinault (1/10)                       |
| 1979 | Giuseppe Saronni (1/2)                                                               | Bernard Hinault (3/10)                       | Joop Zoetemelk (1/2)                         |
| 1980 | Bernard Hinault (4/10)                                                               | Joop Zoetemelk (2/2)                         | Faustino Rupérez (1/1)                       |
| 1981 | Giovanni Battaglin (2/2)                                                             | Bernard Hinault (5/10)                       | Giovanni Battaglin (1/2)                     |
| 1982 | Bernard Hinault (6/10)                                                               | Bernard Hinault (7/10)                       | Marino Lejarreta (1/1)                       |
| 1983 | Giuseppe Saronni (2/2)                                                               | Laurent Fignon (1/3)                         | Bernard Hinault (8/10)                       |
| 1984 | Francesco Moser (1/1)                                                                | Laurent Fignon (2/3)                         | Éric Caritoux (1/1)                          |
| 1985 | Bernard Hinault (9/10)                                                               | Bernard Hinault (10/10)                      | Pedro Delgado (1/3)                          |
| 1986 | Roberto Visentini (1/1)                                                              | Greg LeMond (1/3)                            | Álvaro Pino (1/1)                            |
| 1987 | Stephen Roche (1/2)                                                                  | Stephen Roche (2/2)                          | Luis Herrera (1/1)                           |
| 1988 | Andrew Hampsten (1/1)                                                                | Pedro Delgado (2/3)                          | Sean Kelly (1/1)                             |
| 1989 | Laurent Fignon (3/3)                                                                 | Greg LeMond (2/3)                            | Pedro Delgado (3/3)                          |
| 1990 | Gianni Bugno (1/1)                                                                   | Greg LeMond (3/3)                            | Marco Giovannetti (1/1)                      |
| 1991 | Franco Chioccioli (1/1)                                                              | Miguel Induráin (1/7)                        | Melcior Mauri (1/1)                          |
| 1992 | Miguel Induráin (2/7)                                                                | Miguel Induráin (3/7)                        | Tony Rominger (1/4)                          |
| 1993 | Miguel Induráin (4/7)                                                                | Miguel Induráin (5/7)                        | Tony Rominger (2/4)                          |
| 1994 | Eugeni Berzin (1/1)                                                                  | Miguel Induráin (6/7)                        | Tony Rominger (3/4)                          |
| 1995 | Tony Rominger (4/4)                                                                  | Miguel Induráin (7/7)                        | Laurent Jalabert (1/1)                       |
| 1996 | Pavel Tonkov (1/1)                                                                   | Bjarne Riis (1/1)                            | Alex Zülle (1/2)                             |
| 1997 | Ivan Gotti (1/2)                                                                     | Jan Ullrich (1/2)                            | Alex Zülle (2/2)                             |
| 1998 | Marco Pantani (1/2)                                                                  | Marco Pantani (2/2)                          | Abraham Olano (1/1)                          |
| 1999 | Ivan Gotti (2/2)                                                                     | Sense guanyador                              | Jan Ullrich (2/2)                            |
| 2000 | Stefano Garzelli (1/1)                                                               | Sense guanyador                              | Roberto Heras (1/4)                          |
| 2001 | Gilberto Simoni (1/2)                                                                | Sense guanyador                              | Ángel Casero (1/1)                           |
| 2002 | Paolo Savoldelli (1/2)                                                               | Sense guanyador                              | Aitor González (1/1)                         |
| 2003 | Gilberto Simoni (2/2)                                                                | Sense guanyador                              | Roberto Heras (2/4)                          |
| 2004 | Damiano Cunego (1/1)                                                                 | Sense guanyador                              | Roberto Heras (3/4)                          |
| 2005 | Paolo Savoldelli (2/2)                                                               | Sense guanyador                              | Roberto Heras (4/4)                          |
| 2006 | Ivan Basso (1/2)                                                                     | Óscar Pereiro (1/1)                          | Alexander Vinokourov (1/1)                   |
| 2007 | Danilo Di Luca (1/1)                                                                 | Alberto Contador (1/7)                       | Denis Menchov (1/2)                          |
| 2008 | Alberto Contador (2/7)                                                               | Carlos Sastre (1/1)                          | Alberto Contador (3/7)                       |
| 2009 | Denis Menchov (2/2)                                                                  | Alberto Contador (4/7)                       | Alejandro Valverde (1/1)                     |
| 2010 | Ivan Basso (2/2)                                                                     | Andy Schleck (1/1)                           | Vincenzo Nibali (1/4)                        |
| 2011 | Michele Scarponi (1/1)                                                               | Cadel Evans (1/1)                            | Chris Froome (1/7)                           |
| 2012 | Ryder Hesjedal (1/1)                                                                 | Bradley Wiggins (1/1)                        | Alberto Contador (5/7)                       |
| 2013 | Vincenzo Nibali (2/4)                                                                | Chris Froome (2/7)                           | Chris Horner (1/1)                           |
| 2014 | Nairo Quintana (1/2)                                                                 | Vincenzo Nibali (3/4)                        | Alberto Contador (6/7)                       |
| 2015 | Alberto Contador (7/7)                                                               | Chris Froome (3/7)                           | Fabio Aru (1/1)                              |
| 2016 | Vincenzo Nibali (4/4)                                                                | Chris Froome (4/7)                           | Nairo Quintana (2/2)                         |
| 2017 | Tom Dumoulin (1/1)                                                                   | Chris Froome (5/7)                           | Chris Froome (6/7)                           |
| 2018 | Chris Froome (7/7)                                                                   | Geraint Thomas (1/1)                         | Simon Yates (1/2)                            |
| 2019 | Richard Carapaz (1/1)                                                                | Egan Bernal (1/2)                            | Primož Roglič (1/5)                          |
| 2020 | Tao Geoghegan Hart (1/1)                                                             | Tadej Pogačar (1/5)                          | Primož Roglič (2/5)                          |
| 2021 | Egan Bernal (2/2)                                                                    | Tadej Pogačar (2/5)                          | Primož Roglič (3/5)                          |
| 2022 | Jai Hindley (1/1)                                                                    | Jonas Vingegaard (1/2)                       | Remco Evenepoel (1/1)                        |
| 2023 | Primož Roglič (4/5)                                                                  | Jonas Vingegaard (2/2)                       | Sepp Kuss (1/1)                              |
| 2024 | Tadej Pogačar (3/5)                                                                  | Tadej Pogačar (4/5)                          | Primož Roglič (5/5)                          |
| 2025 | Simon Yates (2/2)                                                                    | Tadej Pogačar (5/5)                          |                                              |